# The Fallen Sparrow
The Fallen Sparrow ist ein US-amerikanischer Agentenfilm aus dem Jahre 1943. Regie führte Richard Wallace nach einem Drehbuch von Warren Duff. Die Hauptrollen in dem  Schwarzweißfilm spielten John Garfield und Maureen O’Hara. Es ist eine Verfilmung des gleichnamigen Romans von Dorothy B. Hughes.

## Handlung
„In a world at war many sparrows must fall“
John „Kit“ McKittrick hatte im spanischen Bürgerkrieg gekämpft. Er war dabei in Gefangenschaft geraten und gefoltert worden, um eine Kampfstandarte zu bekommen, die der „kleine Mann in Berlin“ zurückhaben will. Nachdem er von seinem Freund Louie Lepetino befreit worden war, war er in psychiatrische Behandlung gekommen und hatte sich auf eine Farm in Arizona zurückgezogen. Dort hatte er erfahren, dass Louie in New York bei einer Party in gestorben sei, weil er aus einem Fenster fiel oder sprang. Daraufhin hatte Kit beschlossen, das selbst zu untersuchen.
November 1940: Nachdem er per Zug in New York angekommen und bei seinem Freund Ab Parker untergekommen ist, lernt Kit auf einer Party seiner guten Freundin Barby Tavinton den Norweger Dr. Christian Skaas und dessen Neffen Otto kennen. Dr. Skaas ist ein berühmter Historiker, der kurz vor der Eroberung durch die Deutschen aus Norwegen fliehen konnte. Er sitzt im Rollstuhl, zeigt sich aber sehr interessiert an modernen Foltermethoden und freut sich schon, mit Kit, der ja einschlägige Erfahrung habe, darüber zu sprechen. Bei einem Empfang für Dr. Skaas triff Kit ohne Ab, der beruflich nach Washington musste, auf dessen Cousine Whitney, die ebenso wie die Skaas und Barby bei der Party war, bei der Louie starb. Dabei lernt er auch Toni Donne, die Enkelin eines Prinzen, kennen. Bald geht er mit Whitney in einen anderen Klub, um sie besser ausfragen zu können, erfährt dabei aber auch nicht viel. Mit seinem Freund Jake kommt er dort zu dem Schluss, dass Louie nur von einer Frau getötet worden sein könne, da er sich niemals selbst umbringen würde und auch keinen Mann nahe genug an sich heranlassen würde. Als mögliche Verdächtige benennt er Toni, Barby und Whitney.
Wieder in seiner Unterkunft, bemerkt Kit, dass sein verschlossener Koffer durchsucht worden ist. Außerdem findet er in seiner Jackentasche Louies Polizeimarke und den Brief, den er ihm aus der Gefangenschaft geschickt hatte. Er beginnt sichtlich, sich verfolgt zu fühlen. Nach einem zunächst vergeblichen Versuch, mit Toni zu sprechen, sucht er Whitney in ihrer Unterkunft auf. Dort erfährt er von Anton, einem Musiker, der mit Whitney zusammenarbeitet. Außerdem hört er dort einen Mann humpeln, was ihn an den Leiter seiner Folter, den er nie gesehen hat, erinnert.
Also beobachtet er das Haus. Als tatsächlich jemand hineinhumpelt, will er ihm folgen, kommt aber nicht ins Haus, klettert die Feuerleiter hoch und kommt so zu Whitney. Da er dabei gesehen wird, kommt bald Anton mit der Polizei. Whitney deckt ihn aber.
Den nächsten Abend verbringt er auf deren Einladung hin mit Toni. Dabei sagt sie ihm, dass sie ihm die Polizeimarke und den Brief zugesteckt hat, als sie im Zug kurz aufeinandertrafen. Sie wusste, dass er mit diesem Zug kommen würde, da er von einer Spionagezelle beobachtet würde und sie daher Bilder von ihm gesehen habe, von denen er nichts weiß. Es würde aber ihren Tod bedeuten, wenn herauskäme, dass sie ihm dies gesagt habe.
Zurück in Abs Haus, trifft Kit auf Anton, der sein Zimmer durchsucht. Kit überwältigt ihn und erfährt, dass seine Folterer seine Flucht bewusst zugelassen hätten und ihn seitdem beobachten. Kit schmeißt Anton und Roman, Abs Butler, der das alles zugelassen hat, raus. In der Nacht kommt Ab zurück und wird bald erschossen, wodurch Kit aufwacht. Er ruft Whitney an und beauftragt diese, die Polizei zu rufen, während er ein Medaillon holt, das auf die von den Spionen gesuchte Standarte hinweist. Da die Polizei auch bei Abs Tod von Selbstmord ausgeht, ruft Kit Toni, Barby und Whitney zusammen, um Toni vor Zeugen (auch Otto ist dabei) das Medaillon an einer Kette zu schenken. Inspektor Tobin kommt zu der Ansicht, dass Kit den Fall nervlich durchstehen wird, und zieht ihn ins Vertrauen. Louie war von der Polizei in die Spionagezelle eingeschleust worden. Er sei auch nicht durch den Fenstersturz gestorben, sondern erschossen worden. Entgegen allen Gepflogenheiten wurde die Leiche obduziert, wobei die Kugel gefunden wurde. Kit wird zu Toni gerufen. Sie versucht ihn dazu zu bringen, die Standarte abzugeben, er habe ohnehin keine Chance. Er dagegen erklärt, dass er Widerstand leisten müsse, ganz egal wie die Chancen stünden. Sie wird ihn am Abend zu einer Feier im Haus Dr. Skaas bringen. Dort will er Skaas Zimmer durchsuchen, bis der humpelnde Mann kommt. Den werde er erschießen, das könne sie ihm ruhig sagen.
Kit wird von einem Polizisten in Zivil zu der Feier gefahren. Dort soll er zunächst mit Dr. Skaas auf den Erfolg in der neuen Welt trinken. Kit besteht darauf, dazu das Glas von Dr. Skaas zu nehmen. Später beginnt Kit mit der Durchsuchung von Dr. Skaas Raum. Bald schon kommt der humpelnde Mann – es ist Dr. Skaas. Er meint, Kit sei nur noch ein Schatten von einem Mann, dazu habe er ihn mit der Folter gemacht, daher sei er nicht in der Lage, ihn wie angekündigt zu erschießen. Er, Skaas, wolle einfach nur mit Kit sprechen, um an die Standarte zu kommen. Er erzählt Kit, dass Otto Louie umgebracht habe und er selbst Ab. Er sei mit Anton bei der Durchsuchung des Zimmers gewesen, allerdings konnte er sich verstecken. Der von der Waffe schockierte Ab sei ganz einfach zu erschießen gewesen. Danach sei er den von Roman vorbereiteten Ausgang gegangen. Außerdem habe er Kit ein Droge gegeben, die den Willen bricht. Er habe Kits Vorsichtsmaßnahme vorhergesehen und die Droge in seinen eigenen Kelch getan. Mit diesen Worten bereitet er eine Wahrheitsdroge vor, die er Kit spritzen will. Der kann sich aber zusammenreißen und erschießt Skaas. Danach schafft er es beim Zusammenbrechen noch, den Polizisten zu alarmieren. Der verhaftet den flüchtenden Anton. Kit erfährt von Toni, dass sie nicht die Enkelin des Prinzen ist. Sie wäre vielmehr mit dem echten Otto Skaas verheiratet gewesen. Der sei in einem Konzentrationslager umgebracht und durch einen Nazi ersetzt worden. Man habe sie in der Hand, weil sie eine drei Jahre alte Tochter in Deutschland habe, mit der sie zum Gehorsam gezwungen werde. Kit meint, er werde ihr helfen, schickt Toni zu einem Treffpunkt in Chicago und lässt sie gehen. Toni will mit einem Flugzeug über Lissabon nach Deutschland zurückkehren. Dabei wird sie aber von Inspektor Tobin und Kit gefasst. Der meint dazu: „Ein weiterer Spatz ist gefallen.“

## Hintergrund
RKO Radio Pictures hatte die Filmrechte 1942 für 15.000 Dollar erworben um die Karriere von Maureen O’Hara voranzutreiben.
Zunächst gab es politische Bedenken gegen die Geschichte, da man Probleme mit Spanien befürchtete. William Gordon, ein Manager bei RKO schlug sogar vor, Spanien im Film durch das von Deutschland besetzte Frankreich zu ersetzen. Joseph Breen von der Motion Picture Association hatte RKO dringend empfohlen, Spanien aus dem Film herauszuhalten. Doch Produzent Robert Fellows beachtete dies nicht.
The Fallen Sparrow wurde zwischen Ende Januar und Anfang März 1943 gedreht.
Editor des Films war Robert Wise, der kurz danach seine erfolgreiche Karriere als Regisseur startete.

### Besetzung
RKO hatte erhebliche Probleme, den richtigen Darsteller für die Hauptrolle zu finden, die Suche dauerte sechs Monate. James Cagney lehnte die Rolle genauso ab wie Cary Grant, Randolph Scott und George Brent. Schließlich konnte man John Garfield von Warner ausleihen.

### Uraufführungen
The Fallen Sparrow hatte seine Uraufführung am 19. August 1943 in New York City. Eine deutschsprachige Version gab es nicht.
Auf DVD kam der Film am 5. Mai 2009 heraus.
Der Film wurde von RKO Radio Pictures vertrieben.

## Rezeption

### Kritik
T. S. nannte The Fallen Sparrow in der New York Times ein „fremdes und rastloses Melodram“, das weit davon entfernt sei, fehlerlos zu sein. Vor allem die Kunstfertigkeit des Regisseurs Richard Wallace, die psychologischen Belastungen Kits mit Hilfe von Kamera und Soundtrack darzustellen, hebe den Film über das bloße weit Hergeholte und Makabre hinaus. Allerdings habe das nur wegen der fast durchgehend überzeugenden und sicheren Darstellung Garfields funktioniert. Maureen O’Hara sei zwar stark in den wichtigen Momenten, sonst aber hölzern. E. A. C. meinte in seiner Kritik im Motion Picture Herald, dass „es oft schwierig sei, der Geschichte zu folgen“, dass aber das Vergnügen an der Jagd und die steigende Spannung genügend Unterhaltung bieten würden. Auch er findet John Garfields Darstellung gut, meint aber, dass Maureen O’Sullivans Rolle wenig Raum für mehr als gutes Aussehen lasse.
Craig Butler meinte, der Film wäre ein Klassiker, wenn das Drehbuch nicht so konfus und vage wäre. Auch er findet die Regie bemerkenswert und macht das hauptsächlich daran fest, wie die Kamera eingesetzt wird. Geradezu begeistert ist er von John Garfield, bescheinigt aber auch Walter Slezak eine gute Form. Maureen O’Hara dagegen sei schlicht fehlbesetzt. Dennis Schwartz sieht das ähnlich. Er findet, dass der Film ein viel besserer Psychothriller wäre, wäre die Handlung nicht so vage. Ansonsten lobt er Walter Slezak und ganz besonders John Garfield.
Emanuel Levy fand, dass John Garfields intensive Darstellung, die an den Film Noir angelehnte Optik und die Stimmung das Melodram verbessere. Und dass das nicht typgerechte Casting Maureen O’Haras viele Zuschauer überrascht habe. Leonard Maltin fand den Film „unterhaltend aber irgendwie vage“ und bemerkte, dass sich der vielversprechende Stoff niemals wirklich entwickele.
Glenn Erickson sieht The Fallen Sparrow sehr viel kritischer. Der Film springe ihm zu sehr „von Cocktailparties in  Nachtclubs in Hotelzimmer“ und die Verdächtigen würden so schnell präsentiert, dass man sie kaum auseinanderhalten könne. Auch die Objekte um die es geht seien so undurchsichtig, dass er sich gefragt habe, ob „der Malteserfalke einen Überraschungsauftritt haben“ würde. Walter Slezak sei einfach wie Sydney Greenstreet, nur weniger beeindruckend, Maureen O’Hara sehe zwar gut aus, wirke aber schwach in ihrer Rolle und Hugh Beaumont sei so fehlbesetzt, dass es nur durch RKOs Sparmaßnahmen zu erklären sei. Allein John Garfield rette den Film, und das sei harte Arbeit.

### Einspielergebnis
The Fallen Sparrow spielte 1943 in den USA und Kanada 1.500.000 Dollar ein. Der Film machte einen Gewinn von 710.000 Dollar.

### Auszeichnungen
Bei der Oscarverleihung 1944 waren Roy Webb und Constantin Bakaleinikoff für ihre Arbeit in The Fallen Sparrow in der Kategorie Beste Filmmusik (Drama/Komödie) nominiert. Der Oscar ging an Alfred Newman für den Film Das Lied von Bernadette.

### Nachwirkungen
The Fallen Sparrow wurde am 14. Februar 1944 als Hörspielversion im Lux Radio Theatre gesendet. Maureen O’Hara und Walter Slezak sprachen dabei ihre Rollen aus dem Film.